# Festuca airoides
Festuca airoides är en gräsart som beskrevs av Jean-Baptiste de Lamarck. Festuca airoides ingår i släktet svinglar, och familjen gräs. Inga underarter finns listade i Catalogue of Life.